# Sangoulé Lamizana
Pour les articles homonymes, voir Lamizana.
 (février 2024).
Aboubakar Sangoulé Lamizana, né le 31 janvier 1916 à Dianra (province du Sourou, Burkina Faso) et mort à Ouagadougou le 26 mai 2005, est un militaire et homme d'État voltaïque, président de la république de Haute-Volta (actuel Burkina Faso) de 1966 à 1980.

## Biographie
Sangoulé Lamizana fait ses études primaires en Haute-Volta et à l’école primaire supérieure Blanchot au Sénégal. Élève à l’école des officiers africains à Saint-Louis, il est incorporé contre son gré le 18 janvier 1936 dans l’armée française comme « tirailleur sénégalais ». Il gravit les différents grades de l’armée française avec laquelle il combat en Indochine et en Algérie. Après l’indépendance de la Haute-Volta le 5 août 1960, il est chargé de créer l’armée nationale, avec le concours d’autres officiers tel le colonel Yorian Somé Gabriel. Le 1er novembre 1961, il est nommé chef d'état-major général des forces armées nationales.
Après le soulèvement populaire du 3 janvier 1966 qui a amené à la démission du premier président Maurice Yaméogo, il devient chef de l'État au nom de l’armée.
Le 14 juin 1970, il fait adopter une nouvelle Constitution qui précise que « les charges et prérogatives de la République seront assumées par la personnalité militaire la plus ancienne dans le grade le plus élevé », c'est-à-dire lui-même. Des élections législatives sont organisées en décembre 1970.
Le 19 février 1971, il nomme comme Premier ministre Gérard Kango Ouédraogo.
Des querelles entre le Premier ministre et le président de l’Assemblée nationale Joseph Ouédraogo entraînent une paralysie de l’État. Le 8 février 1974, Sangoulé Lamizana suspend la Constitution. Un gouvernement de renouveau national est nommé, composée en majorité de militaires, dont Saye Zerbo, nommé ministre des Affaires étrangères.
Le 27 novembre 1977, une nouvelle Constitution est adoptée, créant la Troisième République. En mai 1978, une élection présidentielle est organisée. Mis en ballottage au premier tour, il est élu au second tour avec 56,27 % des voix face à Macaire Ouédraogo.
En 1980, des grèves, déclenchées par le syndicat des enseignants, se généralisent. Pendant deux mois, plusieurs secteurs du pays sont paralysés. Le 25 novembre, un coup d’État militaire est perpétré par le Comité militaire de redressement pour le progrès national (CMRPN). Aboubacar Sangoulé Lamizana est renversé et le colonel Saye Zerbo, ancien ministre des affaires étrangères, devient le chef de l’État.
Le 3 janvier 1984, Aboubacar Sangoulé Lamizana est jugé par un Tribunal populaire de la révolution. On lui reproche sa gestion de 400 millions de francs CFA de fonds spéciaux. Il est acquitté, après plusieurs témoignages qui plaident en sa faveur.
Sangoule Lamizana était marié et père de neuf enfants dont sept vivants[Quand ?]. Il meurt le 26 mai 2005 à la clinique Notre-Dame-de-la-Paix. Son épouse Bintou est décédée le 2 juin 2018.

## Distinctions
- Grand-croix de l'ordre national du Dahomey (1970)[1].